# Błąd co do znamion typu czynu zabronionego
Błąd co do znamion typu czynu zabronionego – błąd dotyczący wycinka rzeczywistości, który jest określony znamionami typu czynu zabronionego. Może wystąpić w postaci nieświadomości lub urojenia.

## Przedmiot błędu
Może być to błąd co do:
- dobra prawnego będącego przedmiotem prawnokarnej ochrony,
- reguł postępowania z tym dobrem,
- podmiotu czynu zabronionego,
- przedmiotu czynności wykonawczej,
- określonego sposobu zaatakowania dobra prawnego.

## Rodzaje błędu co do typu zabronionego

### Błąd co do znamienia typu czynu zabronionego
Nieświadomość znamienia pozytywnego albo urojenie znamienia negatywnego:
- wyłącza odpowiedzialność za przestępstwo umyślne ze względu na dekompletację strony podmiotowej czynu zabronionego (do dnia 30 czerwca 2015 r.). Po zmianie k.k. nowelizacją z dnia 20 lutego 2015 r. (data wejścia w życie 1 lipca 2015 r.) błąd ten jeżeli jest usprawiedliwiony wyłącza winę, a zatem nie ma już podstaw do pociągnięcia sprawcy do odpowiedzialności za przestępstwo nieumyślne
- może prowadzić do odpowiedzialności za przestępstwo nieumyślne (do dnia 30 czerwca 2015 r.).

Urojenie znamienia pozytywnego albo nieświadomość znamienia negatywnego:
- prowadzi do odpowiedzialności za usiłowanie nieudolne w wypadku błędu co do przedmiotu czynności wykonawczej lub błędu co do użytego środka.

### Błąd co do znamienia typu kwalifikowanego przez znamię statyczne
Nieświadomość znamienia pozytywnego albo urojenie znamienia negatywnego:
- wyklucza przypisanie sprawcy odpowiedzialności za typ kwalifikowany, gdyż jest to przestępstwo umyślno-umyślne, a błąd taki dekomponuje stronę podmiotową czynu zabronionego.

Urojenie znamienia pozytywnego albo nieświadomość znamienia negatywnego:
- sprawca odpowiada za usiłowanie nieudolne typu kwalifikowanego, gdyż obejmował je swoim zamiarem.

### Błąd co do znamienia typu kwalifikowanego przez znamię dynamiczne
Nieświadomość znamienia pozytywnego albo urojenie znamienia negatywnego:
- sprawcy można przypisać odpowiedzialność, gdy znamię jest normalnym następstwem czynu (było obiektywnie przewidywalne). Jeżeli następstwo jest nietypowe, nie ma realizacji znamion typu kwalifikowanego przez następstwo.

### Błąd co do typu uprzywilejowanego
Urojenie okoliczności uprzywilejowującej:
- sprawca odpowiada za typ uprzywilejowany, gdy błąd był usprawiedliwiony; jeżeli był nieusprawiedliwiony, ponosi odpowiedzialność za typ podstawowy.

Urojenie znamienia pozytywnego albo nieświadomość znamienia negatywnego:
- oznacza odpowiedzialność za usiłowanie nieudolne typu kwalifikowanego, gdyż sprawca obejmował to znamię swoim zamiarem.

## Szczególne rodzaje znamion objętych błędem

### Znamiona normatywne (wartościujące)
Jest to znamię dla przyjęcia którego wymagane jest odwołanie się do ocen (np. treści pornograficzne).
- Błąd nie zachodzi, gdy ocena sprawcy różni się zasadniczo od oceny społecznej i sprawca ma świadomość tej różnicy.

### Oceny ilościowe (szczególny rodzaj znamion wartościujących)
Dotyczy znamion liczebnikowych jak np. „mienie znacznej wartości”.
- Do przyjęcia umyślności sprawcy wystarczająca jest świadomość społecznej oceny, wyrażanej za pomocą liczebnika (np. mienie ma znaczną wartość, osoba będąca przedmiotem czynności wykonawczej nie jest w ocenie społecznej dojrzała do współżycia).

### Klauzule normatywne
Wyrażenia jak „wbrew obowiązkowi” lub „bez zezwolenia”. Sporne w doktrynie, czy klauzule te wchodzą w skład znamion czynu zabronionego.
- Ocena prawnokarna zależy od przedmiotu błędu np. gdy błąd dotyczył w ogóle potrzeby posiadania zezwolenia (błąd co do bezprawności) lub błąd dotyczył tego, czy ma się wymagane zezwolenie (błąd co do znamion czynu zabronionego).

### Znamię charakteryzujące przedmiot czynności wykonawczej
Sprawca mylnie identyfikuje przedmiot czynności wykonawczej np. w zamiarze zabicia osoby A przez pomyłkę zabija B.
- Jeżeli w typie czynu zabronionego określono, że przedmiotem czynności wykonawczej może być każdy człowiek, to błąd taki jest bez znaczenia dla odpowiedzialności karnej.
- Jeżeli przedmiot czynności wykonawczej jest zawężony do określonej kategorii osób, to błąd taki wyklucza realizację znamion czynu zabronionego.

### Błąd polegający na dokonaniu czynu zabronionego na innym przedmiocie czynności wykonawczej
Błąd ten jest różny od błędu co do identyfikacji czynności wykonawczej. W tym wypadku prawidłowo identyfikuje przedmiot czynności wykonawczej na innym przedmiocie ze względu na wadliwe wykonanie czynu np. sprawca chcąc zabić sąsiada, zabija własną żonę.
- Błąd ten jest nieistotny z punktu widzenia odpowiedzialności karnej. Można też przyjąć w tym wypadku kumulatywną kwalifikację usiłowania zabójstwa jednej osoby i nieumyślnego spowodowania śmierci innej osoby.

### Znamiona określające związek przyczynowy
Możliwe jest to jedynie przy przestępstwach skutkowych. Dotyczy znajomości przebiegu przyczynowości i tego, że określone działanie bądź zaniechanie prowadzi do skutku stanowiącego znamię typu czynu zabronionego.
- Jego wystąpienie nie wyłącza odpowiedzialności karnej. Wyjątkiem jest sytuacja, kiedy przebieg był bardzo nietypowy i sprawca o nim nie wiedział.

### Szczególny przypadek błędu co do przebiegu związku przyczynowego (osiągnięcie w wyniku błędu innego skutku niż zamierzony)
Dotyczy przebiegu związku przyczynowego, a nie charakterystyki przedmiotu czynności wykonawczej. Np. sprawca chcąc zniszczyć cudzą rzecz, spowoduje uszczerbek na zdrowiu osoby, albo strzelając do osoby X trafia osobę Y.
- W wypadku możliwości przypisania skutku czyn kwalifikuje się kumulatywnie jako usiłowanie czynu określającego zamierzony lecz nieosiągnięty przez sprawcę skutek oraz nieumyślnie zrealizowanie czynu zabronionego o niezamierzonym przez sprawcę skutku.